# Formiche Alto
Formiche Alto is een gemeente in de Spaanse provincie Teruel in de regio Aragón met een oppervlakte van 78,17 km². Formiche Alto telt 164 inwoners (1 januari 2016).

## Demografische ontwikkeling
Bron: INE, 1857-2011: volkstellingen
Opm.: In 1972 werd de gemeente Formiche Bajo aangehecht